# 1326 Лосака
1326 Лосака (1326 Losaka) — астероїд головного поясу, відкритий 14 липня 1934 року.
Тіссеранів параметр щодо Юпітера — 3,292.